# Gaston Roelants
Gaston Roelants, född 5 februari 1937 i Opvelp i Flamländska Brabant, är en belgisk före detta friidrottare som tävlade i hinderlöpning.
Roelants blev olympisk mästare på 3000 meter hinder för herrar vid olympiska sommarspelen 1964 i Tokyo.